# 望遠鏡座X
望遠鏡座X，又名CP-69 2267，HD 134453、SAO 253062、HR 5644，是望遠鏡座的一颗恒星，视星等为5.81，位于銀經314.6，銀緯-10.52，其B1900.0坐标为赤經15h 4m 43.1s，赤緯-69° -10.52′ 8″。